# Swertia multicaulis
Swertia multicaulis är en gentianaväxtart som beskrevs av David Don. Swertia multicaulis ingår i släktet Swertia och familjen gentianaväxter. Utöver nominatformen finns också underarten S. m. umbellifera.